# Lijst van Anderlechtenaars
Deze pagina bevat een chronologische lijst van personen die in Anderlecht geboren zijn.
- Hippolyte De Kempeneer (1876-1944), filmregisseur en filmproducent
- Albert Bockstael (1898-1989), kunstschilder
- Julien Van Campenhout (1898-1933), atleet
- Philippe Thys (1889-1971), wielrenner
- Jean Berlemont (1901-1937), politicus
- Elise Vantruijen (1906-?), atlete en voetbalster
- Léontine Stevens (1907-1998), atlete
- Marie Stevens (1909-?), atlete
- Pierre Bosson (1910-1942), politicus
- François Braekman (1919-2007), atleet
- Pol Braekman (1919-1994), atleet
- Désiré Keteleer (1920-1970), wielrenner
- André Jacqmain (1921-2014), architect
- Felix Week (1929-2000), voetballer en voetbaltrainer
- Régina Zylberberg (1929-2022), zangeres, filmactrice en zakenvrouw
- Martin Lippens (1934-2016), voetballer en voetbaltrainer
- William Vance (1935-2018), stripverhaaltekenaar en -scenarist
- Pierre Hanon (1936-2017), voetballer en voetbaltrainer
- Jan Caudron (1937-2023), politicus
- Hilde De Lobel (1952), politica
- Koen Fossey (1953), kinderboekenillustrator
- Peter Gorissen (1955-2024), acteur
- Bertrand Crasson (1971), voetballer
- Lies Jans (1974), politica
- Derek Oduro (1984), Nederlands rapper
- Bryan Verboom (1992), voetballer
- Elisabeth van België (2001), kroonprinses van België
- Prins Emmanuel Leopold Guillaume François Marie (2005)
- Mariette Salbeth (1929-2008) kunstenares

Brussel:
Anderlecht
Brussels Hoofdstedelijk Gewest · 
Etterbeek · 
Ukkel

Vlaanderen:
Aalst · 
Antwerpen · 
Brugge ·
Geel · 
Genk · 
Gent · 
Hasselt ·  
Ieper · 
Kortrijk · 
Leuven · 
Lichtervelde · 
Lier · 
Lokeren · 
Mechelen · 
Oostende · 
Oudenaarde · 
Poperinge · 
Roeselare ·
Sint-Niklaas ·  
Sint-Truiden · 
Tienen · 
Tongeren · 
Turnhout · 
Vilvoorde

Wallonië: 
Aarlen · 
Charleroi ·  
Doornik ·  
Luik · 
Moeskroen ·  
Namen · 
Verviers · 
Waver